# Антонова Олена Петрівна
Антонова Олена Петрівна (21 серпня 1952) — радянська академічна веслувальниця.
Бронзова призерка Олімпійських Ігор 1976 року в одиночці.
Чемпіонка світу 1974, 1975 років у складі парної двійки.
Чемпіонка Європи 1973 року в складі парної двійки.